# Hittebarn

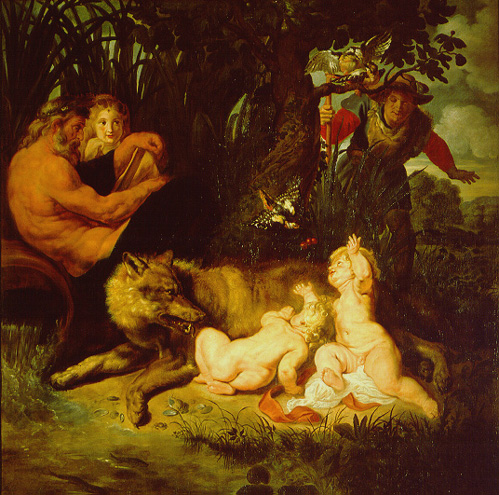
Romulus och Remus är exempel på hittebarn

Ett hittebarn är ett barn, ofta ett spädbarn, som hittas övergivna av sina föräldrar.
I Sverige anses barn som hittas vara svenska medborgare och räknas som födda i den församling de hittas till dess att motsatsen bevisats.
Förr togs hittebarn om hand i så kallade Hittebarnshus.

## Lista över kända hittebarn
- Jean le Rond d'Alembert - fransk matematiker och filosof.
- Kaspar Hauser - tyskt hittebarn som enligt vissa spekulationer var arvprins av Baden.

### Fiktiva
- Romulus och Remus - enligt romersk mytologi grundarna av staden Rom
- Sinuhe - huvudperson i Mika Waltaris roman Sinuhe egyptiern.